# Karin Ryen
Karin Ryen (* 21. November 1964 in Frosta, Norwegen; geborene Karin Pettersen) ist eine ehemalige norwegische Handballspielerin, die für die norwegische Nationalmannschaft auflief.

## Karriere
Ryen rückte im Alter von 15 Jahren in den Kader der Damenmannschaft von Frosta IL auf. Mit Frosta IL stieg sie von der 5. divisjon bis in die zweithöchste norwegische Spielklasse auf. Im Jahr 1987 schloss sich die Rückraumspielerin dem norwegischen Erstligisten Byåsen IL an. Mit Byåsen IL gewann sie drei Mal die norwegische Meisterschaft.
Ryen bestritt zwischen 1984 und 1993 insgesamt 244 Länderspiele für die norwegische Nationalmannschaft, in denen sie 546 Tore erzielte. Während ihrer Länderspiellaufbahn gewann sie jeweils die Silbermedaille bei den Olympischen Spielen 1988 und bei den Olympischen Spielen 1992 sowie jeweils die Bronzemedaille bei der Weltmeisterschaft 1986 und bei der Weltmeisterschaft 1993.